# Шатонеф ла Форе
Шатонеф ла Форе (фр. Châteauneuf-la-Forêt) насеље је и општина у централној Француској у региону Лимузен, у департману Горња Вијена која припада префектури Лимож.
По подацима из 2011. године у општини је живело 1640 становника, а густина насељености је износила 56,07 становника/km². Општина се простире на површини од 29,25 km². Налази се на средњој надморској висини од 310 метара (максималној 644 m, а минималној 336 m).

## Демографија
| 1962. | 1968. | 1975. | 1982. | 1990. | 1999. | 2011. |
| ----- | ----- | ----- | ----- | ----- | ----- | ----- |
| 2.095 | 2.098 | 2.169 | 1.984 | 1.805 | 1.613 | 1.640 |

График промене броја становника у току последњих година